# Qadmoniot
Qadmoniot (en hébreu קדמוניות) est une revue scientifique consacrée à l'archéologie en Israël et dans les pays voisins. Elle est publiée depuis 1968 par l'Israel Exploration Society et par l'Autorité des antiquités d'Israël. Elle est dirigée par Ephraim Stern et Hillel Geva. Son premier directeur de publication était Yigal Yadin.